# Epalzeorhynchos bicolor
El labeo bicolor o tiburón bicolor (Epalzeorhynchos bicolor) es un ciprínido, ovíparo, originario de Asia. Es muy popular en acuarios comunitarios y posee un carácter sumamente territorial. Pese a su nombre común, no es pariente de los tiburones.

## Hábitat natural
Afluentes rápidos de los ríos:  Menam y Chao Phraya, Tailandia, aunque según el IUCN, está extinto en la naturaleza.

## Morfología
Cuerpo hidrodinámico, alargado y comprimido en los laterales. Esta característica se presenta ya que proviene de ríos con rápidas corrientes, lo cual lo hace un gran nadador. Su tamaño alcanza los 12 cm. en ejemplares adultos.
Presenta dos barbilones en la boca y una aleta dorsal similar a la de los tiburones, de ahí que también es conocido como tiburón de cola roja.  Dicha aleta presenta  una pequeña mancha blanca en la cúspide, lo cual presta a confusión entre los acuariófilos novatos al suponer que se trata de una enfermedad bastante común en los peces tropicales, el " punto blanco ", o algún otro tipo de fungosis, cuando es parte de la coloración natural del pez.

## Alimentación
Omnívoro. Acepta todo tipo de alimento vivo: Tubifex, artemia, larvas de mosquito, etc., como así también alimento balanceado de venta en comercios. Se deberá proveer también de algún suplemento vegetal tipo spirulina, etc.

## Reproducción
Casi imposible en cautividad debido a su conducta agresiva con los ejemplares de su misma especie. Además es prácticamente imperceptible la diferencia de sexo entre ambos progenitores.
Solo se conoce un método en extremo difícil, basado en la inyección de un complejo de  hipófisis de carpa, teniendo resultados exitosos en muy raras ocasiones.
De Comportamiento 
Solitario y muy territorial. Hostil hacia el resto de peces, pero especialmente agresivo con los de su misma especie. Saldrá a perseguir velozmente a quien se acerque demasiado a su escondite, aunque en general no los lastime.

## Tipo de acuario
Es preciso mantenerlo en acuarios de buenas dimensiones, de 150 litros como mínimo, con muchos escondrijos, como piedras, macetas, troncos y sobre todo muy bien plantado para que no haya contacto visual permanente con los demás peces.
En cuanto a las condiciones del agua, el pH debe ser de entre 6.5  y 7.5, la dureza no deberá exceder los 10 °GH  y la temperatura ideal deberá oscilar entre 23 °C y 27 °C.